# لي جاي أميس
لي جاي أميس (بالإنجليزية: Lee J. Ames)‏ هو رسام أمريكي، ولد في 8 يناير 1921 في مانهاتن في الولايات المتحدة، وتوفي في 3 يونيو 2011 في الولايات المتحدة بسبب قصور القلب.

## وصلات خارجية
- لي جاي أميس على موقع IMDb (الإنجليزية)
- لي جاي أميس على موقع قاعدة بيانات الفيلم (الإنجليزية)